# Boudouaou (distrito)
Boudouaou é um distrito localizado na província de Boumerdès, Argélia, e cuja capital é a cidade de mesmo nome, Boudouaou.[carece de fontes?]

## Municípios
O distrito está dividido em cinco municípios:
- Boudouaou
- Boudouaou El Bahri
- Ouled Hedadj
- El Kharrouba
- Bouzegza Keddara